# Жуиха
Жуиха — деревня в Камешковском районе Владимирской области России, входит в состав Второвского сельского поселения.

## География
Деревня расположена в 12 км на юго-запад от центра поселения села Второво, в 17 км на восток от Владимира и в 26 км на юго-запад от Камешково. 

## История
В конце XIX — начале XX века деревня входила в состав Давыдовской волости Владимирского уезда. В 1859 году в деревне числилось 14 дворов, в 1905 году — 59 дворов, в 1926 году — 43 хозяйств.
С 1929 года деревня входила в состав Давыдовского сельсовета Владимирского района, с 1940 года — в составе Камешковского района, с 2005 года — в составе муниципального образования Второвское.

## Население
| 1859 | 1905 | 1926 |
| ---- | ---- | ---- |
| 82   | 134  | 216  |

| 1859 | 1905 | 1926 | 2002 | 2010 | 2021 |
| ---- | ---- | ---- | ---- | ---- | ---- |
| 82   | ↗134 | ↗216 | ↘20  | ↘15  | ↗44  |